# Sokrátis Papastathópoulos
Sokrátis Papastathópoulos (grec : Σωκράτης Παπασταθόπουλος) est un footballeur international grec né le 9 juin 1988 à Kalamata en Grèce. Il joue actuellement au poste de défenseur central.

## Biographie

### Débuts en Grèce (2005-2008)
Il fait ses premiers pas dans la catégorie sénior à 16 ans lors de la saison 2004-2005 dans le club de ses débuts, l’Apollona Petalidiou. Il est vite repéré par l’AEK Athènes, club qu’il rejoint dès la saison suivante. Il ne joue pas le début de la première saison et il est prêté lors du mercato d’hiver au Niki Volos pour six mois. Cependant, l’arrivée de l’Espagnol Lorenzo Serra Ferrer au poste d’entraîneur la saison suivante change la donne. Il joue 14 fois en Superleague, souvent en tant que titulaire. Il joue notamment la totalité du match lors de la victoire face au Milan AC (1-0) lors de la cinquième journée de la phase de poules de la Ligue des champions 2006-2007.
En juillet 2007, il est sélectionné pour disputer le Championnat d'Europe de football des moins de 19 ans avec la Grèce. Capitaine tout au long de la compétition, il rate la finale à la suite d'une décision arbitrale en demi-finale qui prête à polémique[réf. nécessaire]. En finale, la Grèce perd 1-0 contre l’Espagne. Dans ce tournoi, il retient l’attention de nombreux clubs européens[réf. nécessaire].
Lors de la saison 2007–2008, il est titulaire en défense centrale de l'AEK, aux dépens de Geraldo Alves, et fait ses débuts en équipe nationale. À la fin de la saison, Papastathopoulos est transféré au Genoa CFC, un club de Série A italienne. À partir de la saison 2009–2010 il devient un titulaire régulier et un des joueurs favoris des supporters, et s'impose également en équipe de Grèce.

### Années italiennes et passage à Brême (2008-2013)
En juillet 2010, il s'engage pour cinq ans au Milan AC en échange d'une indemnité estimée à 14 millions d'euros (soit la moitié des droits sur Gianmarco Zigoni, Nnamdi Oduamadi et Rodney Strasser, ainsi que 4,5 millions d'euros). Mais il joue peu, et en mai 2011, alors que les présidents des deux clubs Adriano Galliani et Enrico Preziosi s'accordent pour résoudre la question de la propriété des joueurs partagés, Papastathopoulos fait son retour à Gênes. Il n'a pas le temps d'en porter de nouveau le maillot puisque quelques semaines plus tard, il est prêté au Werder Brême en Allemagne, où il réalise une saison 2011-2012 pleine. Le club lève l'option d'achat du joueur en avril, qui est alors transféré définitivement.

### Borussia Dortmund (2013-2018)
Le 23 mai 2013 est annoncé le transfert de Sokrátis Papastathópoulos au Borussia Dortmund. Lors de la saison 2013-2014 il est vice-champion d'Allemagne. Il parvient également en quart de finale de la Ligue des champions 2013-2014 qu'il perd face au futur vainqueur après une défaite à l'extérieur (3-0) et malgré une victoire au match retour (2-0). Il rejoint également la finale de la coupe d'Allemagne qu'il perd (2-0) face au Bayern Munich, malgré un but valide de Mats Hummels refusé durant le temps réglementaire.
Il marque son premier but avec la Grèce lors de la Coupe du monde 2014 en 8e de finale contre le Costa Rica, permettant à son équipe d'égaliser à 1-1 à quelques minutes de la fin. La Grèce finit par perdre le match lors des tirs au but.
Lors de la saison 2014-2015, le club est en difficulté et ne termine le championnat qu'à la septième place et est éliminé en huitième de finale de la coupe des champions face au futur finaliste (2-1, 3-0), la Juventus. Enfin, son équipe parvient à se hisser en finale de la Coupe d'Allemagne de football perdue contre le VfL Wolfsburg (3-1), malgré l'ouverture du score de Pierre-Emerick Aubameyang dès le début du match.

### Arsenal (2018-2021)
Le 2 juillet 2018, il s'engage en faveur d'Arsenal. Il joue son premier match pour son nouveau club le 12 août 2018, lors de la première journée de la saison 2018-2019 de Premier League, contre Manchester City. Il est titularisé et son équipe s'incline par deux buts à zéro.
Ecarté par Mikel Arteta pour la saison 2020-21, un accord est officialisé le 20 janvier 2021 pour rompre son contrat avec le club, qui prenait fin l'été suivant.

### Olympiakos (2021-2023)
Le 25 janvier, il fait son retour dans son pays et signe pour l'Olympiakos jusqu'en juin 2023.
Le 30 juin 2023
son club de l'Olympiakos le libère.

### Real Betis (2023-)
Le 26 octobre 2023, Papastathópoulos signe au Real Betis jusqu'en juin 2024. Son arrivée a pour objectif de compenser l'absence de longue durée pour blessure de Marc Bartra.

## Carrière internationale

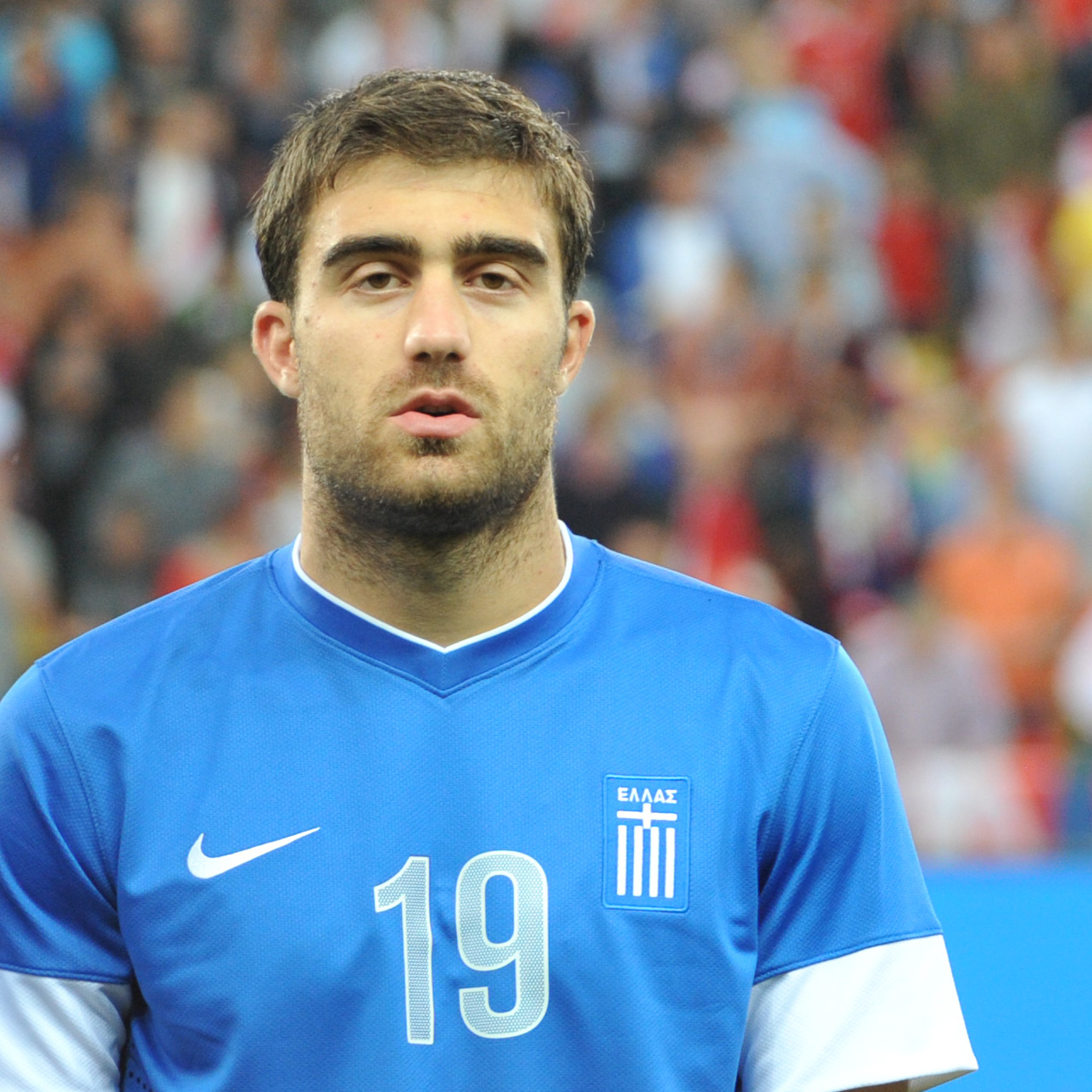
Papastathopoulos jouant pour l'équipe nationale de Grèce en 2013

Papastathopoulos a été convoqué pour l'équipe nationale de Grèce le 1er février 2008 et a fait ses débuts le 5 février 2008 lors de la victoire amicale 1-0 contre l'équipe nationale de la République tchèque. La liste de l'équipe de Grèce pour l'Euro 2008 de l'UEFA a été annoncée par Otto Rehhagel le 27 mai 2008, et Papastathopoulos a été le malheureux joueur à être écarté de la liste provisoire de 24 joueurs pour la sélection finale de 23 joueurs.
Papastathopoulos est devenu le premier joueur à être expulsé lors de l'Euro 2012 de l'UEFA lors du match d'ouverture du tournoi contre les co-hôtes Pologne après avoir reçu deux cartons jaunes, à la suite de ce que les experts ont décrié comme deux mauvaises décisions de l'arbitre Carlos Velasco Carballo.
En juin 2014, Papastathopoulos a été sélectionné pour l'équipe nationale de Grèce pour la Coupe du monde de la FIFA 2014. Il a été titulaire lors de chacun des matches de groupe de l'équipe, les aidant à garder leur cage inviolée contre le Japon,. Au stade des huitièmes de finale, Papastathopoulos a marqué son premier but international, égalisant à la dernière minute du temps additionnel de la seconde mi-temps contre l'équipe nationale du Costa Rica. Cependant, les Grecs ont finalement été battus 5-3 lors d'une séance de tirs au but par les champions d'Amérique centrale.
Le 11 juin 2019, à la suite de la défaite contre l'Arménie au Stade olympique, Papastathopoulos a appelé à des changements immédiats dans la composition de l'équipe nationale de Grèce, et aurait demandé le retrait d'Angelos Anastasiadis de son poste d'entraîneur en chef lors d'une discussion avec le président de l'EPO, Evangelos Grammenos,.

## Palmarès

### Club

#### AC Milan
- Serie A
  - Vainqueur : 2010-11

#### Borussia Dortmund
- DFB-Pokal
  - Vainqueur : 2017
  - Finaliste : 2014, 2015, 2016

- DFL-Supercup
  - Vainqueur : 2013, 2014

#### Arsenal
- FA Cup
  - Vainqueur : 2020

- Ligue Europa
  - Finaliste : 2019

#### Olympiakos
- Championnat de Grèce
  - Champion : 2021 et 2022
- Superleague Elláda
  - Vainqueur : 2020-21
- Coupe de Grèce
  - Finaliste : 2021

### Sélection
- Euro U19
  - Finaliste : 2007

## Statistiques
| Saison                | Club                  | Championnat           | Championnat | Championnat | Coupe nationale | Coupe nationale | Coupe de la Ligue | Coupe de la Ligue | Supercoupe | Supercoupe | Compétition(s) continentale(s) | Compétition(s) continentale(s) | Compétition(s) continentale(s) | Play-Off | Play-Off | Grèce | Grèce | Total | Total |
| Saison                | Club                  | Division              | M.          | B.          | M.              | B.              | M.                | B.                | M.         | B.         | Comp.                          | M.                             | B.                             | M.       | B.       | M.    | B.    | M.    | B.    |
| 2005-2006             | Niki Volos FC (prêt)  | 2                     | 11          | 0           | -               | -               | -                 | -                 | -          | -          | -                              | -                              | -                              | -        | -        | -     | -     | 11    | 0     |
| 2006-2007             | AEK Athènes           | Ellédà Super League   | 14          | 0           | -               | -               | -                 | -                 | -          | -          | C1+C3                          | 3+1                            | 0+0                            | -        | -        | -     | -     | 18    | 0     |
| 2007-2008             | AEK Athènes           | Ellédà Super League   | 24          | 1           | -               | -               | -                 | -                 | -          | -          | C1+C3                          | 1+7                            | 0+0                            | 4        | 0        | 3     | 0     | 39    | 1     |
| Sous-total            | Sous-total            | Sous-total            | 38          | 1           | 4               | 1               | -                 | -                 | -          | -          | -                              | 12                             | 0                              | 4        | 0        | 3     | 0     | 61    | 2     |
| 2008-2009             | Genoa CFC             | Serie A               | 21          | 2           | 2               | 0               | -                 | -                 | -          | -          | -                              | -                              | -                              | -        | -        | 2     | 0     | 25    | 2     |
| 2009-2010             | Genoa CFC             | Serie A               | 30          | 0           | 1               | 0               | -                 | -                 | -          | -          | C3                             | 5                              | 0                              | -        | -        | 7     | 0     | 43    | 0     |
| Sous-total            | Sous-total            | Sous-total            | 51          | 2           | 3               | 0               | -                 | -                 | -          | -          | -                              | 5                              | 0                              | -        | -        | 9     | 0     | 68    | 2     |
| 2010-2011             | AC Milan              | Serie A               | 5           | 0           | 2               | 0               | -                 | -                 | -          | -          | -                              | -                              | -                              | -        | -        | 8     | 0     | 15    | 0     |
| 2011-2012             | Werder Brême (prêt)   | Bundesliga            | 30          | 1           | 1               | 0               | -                 | -                 | -          | -          | -                              | -                              | -                              | -        | -        | 11    | 0     | 42    | 1     |
| 2012-2013             | Werder Brême          | Bundesliga            | 29          | 1           | 1               | 0               | -                 | -                 | -          | -          | -                              | -                              | -                              | -        | -        | 9     | 0     | 39    | 1     |
| Sous-total            | Sous-total            | Sous-total            | 59          | 2           | 2               | 0               | -                 | -                 | -          | -          | -                              | -                              | -                              | -        | -        | 20    | 0     | 81    | 2     |
| 2013-2014             | Borussia Dortmund     | Bundesliga            | 28          | 1           | 5               | 0               | -                 | -                 | 1          | 0          | C1                             | 8                              | 0                              | -        | -        | 11    | 1     | 53    | 2     |
| 2014-2015             | Borussia Dortmund     | Bundesliga            | 24          | 1           | 4               | 0               | -                 | -                 | 1          | 0          | C1                             | 6                              | 1                              | -        | -        | 6     | 1     | 41    | 3     |
| 2015-2016             | Borussia Dortmund     | Bundesliga            | 25          | 1           | 5               | 0               | -                 | -                 | -          | -          | C3                             | 10                             | 0                              | -        | -        | 8     | 0     | 48    | 1     |
| 2016-2017             | Borussia Dortmund     | Bundesliga            | 22          | 2           | 3               | 0               | -                 | -                 | 1          | 0          | C1                             | 8                              | 1                              | -        | -        | 8     | 0     | 42    | 3     |
| 2017-2018             | Borussia Dortmund     | Bundesliga            | 30          | 2           | 3               | 0               | -                 | -                 | 1          | 0          | C1+C3                          | 5+4                            | 1+0                            | -        | -        | 6     | 1     | 49    | 4     |
| Sous-total            | Sous-total            | Sous-total            | 130         | 7           | 22              | 0               | -                 | -                 | 4          | 0          | -                              | 42                             | 3                              | -        | -        | 39    | 3     | 237   | 13    |
| 2018-2019             | Arsenal FC            | Premier League        | 25          | 1           | 2               | 0               | 1                 | 0                 | -          | -          | C3                             | 12                             | 2                              | -        | -        | 9     | 0     | 49    | 3     |
| 2019-2020             | Arsenal FC            | Premier League        | 19          | 2           | 5               | 1               | -                 | -                 | -          | -          | C3                             | 5                              | 0                              | -        | -        | 2     | 0     | 31    | 3     |
| 2020-2021             | Arsenal FC            | Premier League        | -           | -           | -               | -               | 1                 | 0                 | -          | -          | C3                             | -                              | -                              | -        | -        | -     | -     | 1     | 0     |
| Sous-total            | Sous-total            | Sous-total            | 44          | 3           | 7               | 1               | 2                 | 0                 | -          | -          | -                              | 17                             | 2                              | -        | -        | 11    | 0     | 81    | 6     |
| 2020-2021             | Olympiakos            | Ellédà Super League   | 14          | 1           | 5               | 0               | -                 | -                 | -          | -          | C3                             | 4                              | 0                              | -        | -        | -     | -     | 23    | 1     |
| 2021-2022             | Olympiakos            | Ellédà Super League   | 25          | 1           | 3               | 0               | -                 | -                 | -          | -          | C1+C3                          | 1+10                           | 0+0                            | -        | -        | -     | -     | 39    | 1     |
| 2022-2023             | Olympiakos            | Ellédà Super League   | 27          | 2           | 2               | 0               | -                 | -                 | -          | -          | C1+C3                          | 1+2                            | 0+0                            | -        | -        | -     | -     | 32    | 2     |
| Sous-total            | Sous-total            | Sous-total            | 66          | 4           | 10              | 0               | -                 | -                 | -          | -          | -                              | 18                             | 0                              | 0        | 0        | 0     | 0     | 94    | 4     |
| 2023-2024             | Bétis Séville         | Liga                  | 15          | 0           | 1               | 0               | -                 | -                 | -          | -          | -                              | -                              | -                              | -        | -        | -     | -     | 16    | 0     |
| Sous-total            | Sous-total            | Sous-total            | 15          | 0           | 1               | 0               | 0                 | 0                 | -          | -          | -                              | 0                              | 0                              | -        | -        | 0     | 0     | 16    | 0     |
| Total sur la carrière | Total sur la carrière | Total sur la carrière | 419         | 19          | 49              | 2               | 2                 | 0                 | 4          | 0          | -                              | 94                             | 5                              | 4        | 0        | 90    | 3     | 662   | 29    |